# Stazione di Bournemouth
La stazione di Bournemouth (in inglese Bournemouth railway station) è la principale stazione ferroviaria di Bournemouth, in Inghilterra.